# Rhoptromyrmex critchleyi
Rhoptromyrmex critchleyi é uma espécie de formiga do gênero Rhoptromyrmex, pertencente à subfamília Myrmicinae.